# Zápisník jedné lásky
Zápisník jedné lásky (v anglickém originále The Notebook) je americké romantické drama z roku 2004, které režíroval Nick Cassavetes podle scénáře od Jeremyho Levena a Jana Sardiho. Scénář je založen na stejnojmenné knize od Nicholase Sparkse. V hlavních rolích filmu se objevují Ryan Gosling a Rachel McAdams jako mladý pár, který se do sebe zamiluje během čtyřicátých let dvacátého století. Jejich příběh vypráví v současnosti starší muž (James Garner) a povídá ho své spolubydlící v pečovatelském domě (Gena Rowlands). 
Film byl nejen úspěšný u filmové kritiky, ale i v pokladnách kin a získal několik nominací na různé filmové ceny, vyhrál osm cen Teen Choice Awards, cenu Satellite Award a Filmovou cenu MTV. 

## Obsah filmu
V novodobém pečovatelském domě starší muž, kterému lidé říkají "Duke" (James Garner) začíná číst romantický milostný příběh ze svého zápisníku starší ženě, která je také pacientkou (Gena Rowlands).
Příběh, který vypráví, začíná v roce 1940. V Seabrook Island v Jižní Karolíně se místní vesnický chlapec Noah Calhoun (Ryan Gosling) zamiluje do sedmnáctileté dívky z bohaté rodiny, jménem Allie Hamilton (Rachel McAdams) poté, co jí uvidí na pouti a společně prožívají idylickou letní romantickou lásku. Noah vezme Allie do opuštěného domu a vysvětlí ji, že plánuje to, že ten dům pro ně koupí. Později ten večer ho Allie požádá, aby se s ní pomiloval, ale přeruší je Noahův kamarád Fin (Kevin Connolly) se zprávou, že Allie na příkaz jejich rodičů hledá policie. Když se Allie a Noah vrací do sídla jejích rodičů, tak Allie její rodiče zakážou vídat Noaha, o kterém říkají, že je „nula, nula, nula, která není pro tebe“. Dvojice se rozchází a následující ráno Alliina matka jí oznámí, že se rodina vrací zpět domů do Charlestonu.
Noah píše Allie každý den dopis po dobu jednoho roku, ale Alliina matka je však všechny sesbírá a ukryje před zraky Allie. Když Allie a Noah nevidí kontakt od toho druhého, tak Noah a Allie nemají jinou možnost, než v jejich životech pokročit dál. Noah a Fin bojují ve druhé světové válce a Finn je v jedné z bitev zabit. Allie se stane dobrovolnicí v nemocnici pro zraněné vojáky, kde se setkává s Lonem Hammondem mladším (James Marsden), mladým právníkem, který je pohledný, sofistikovaný a okouzlující a navíc pochází z bohaté rodiny. Allie a Lon se k potěšení Aliiných rodičů zasnoubí, ale když ji Lon požádá o ruku, tak Allie uvidí v novinách šokovanou a raněnou tvář Noaha. 
Když se Noah vrátí z války domů, tak zjistí, že jeho otec prodal jejich dům, aby si Noah mohl koupit ten opuštěný dům, aby si splnil celoživotní sen a koupil ho pro Allie, kterou neviděl už několik let. Noah během návštěvy Charlestonu spatří Allie a Lona, kteří se líbají v restauraci a přesvědčuje sám sebe, že když dům opraví, tak se k němu Allie opět vrátí. Později je Allie překvapena, když se dočte v novinách, že Noah dokončil dům a navštěvuje ho v Seabrooku.
Zpět v současnosti zjistíme, že starší žena je ve skutečnosti Allie, která trpí Alzheimerovou chorobou a nepamatuje si nic z událostí, které se zatím v filmu odehrály. Duke, muž, který ji příběh předčítá, je ve skutečnosti její manžel Noah, ale Allie ho nepoznává. 
Zpět ve čtyřicátých letech přijíždí Allie do Seabrooku, kde zůstává u Noaha doma a po dni obnoví svůj silně romantický vztah a milují se. Ráno se na Noahově prahu objevuje Alliina matka, která řekne Allie, že Lon přijel do Seabrooku, aby ji vzal domů. Allie její matka bere na projížďku a prozrazuje jí, že před dvaceti pěti lety také milovala podobného muže, kterého jí rodiče také neschvalovali. Opouští Allie se svazkem dopisů—všechny Noahovy dopisy (a řekne jí, že je skrývala, protože ji chtěla ochránit před zlomeným srdcem) a doufá, že Allie učiní správné rozhodnutí. Allie se přizná Lonovi, že svůj čas trávila s Noahem. Lon je rozzlobený, ale řekne ji, že ji stále hluboce miluje. Allie mu řekne, že ví, že by s ním měla být, ale zůstává nerozhodná. 
V současnosti se Duke ptá Allie na to, kterého si vybrala. Mladá Allie se objevuje na Noahově, Lona nechala v hotelu a vybrala si Noaha. Starší Allie si najednou pamatuje svou minulost; poté, co se dozvěděla o svém onemocnění, tak sama napsala jejich příběh do zápisníku s instrukcemi pro Noaha, které znějí "přečti mi tohle a já se k tobě vrátím". Ale o minutu později se dostaví úpadek a Allie opět ztrácí své vzpomínky na Noaha. Allie panikaří, nechápe, kdo to je a musí být uklidněna sedativy. 
Starší Noah má srdeční záchvat a vidíme, že je Allie na čas sama. Ale když se Noah dostatečně uzdraví, tak jednoho večera opět přichází do Alliina pokoje, kde se snaží, aby si na něj vzpomněla. Allie se ptá Noaha ohledně toho, co se jim stane, když nebude schopná si pamatovat už nic a on jí ujišťuje, že by jí nikdy neopustil. Ona se ho zeptá, zda si myslí, že jejich silná a vzájemná romantická láska k tomu druhému je dostatečně silná, aby "spolu odešli" a on jí odpoví, že si myslí, že jejich silná láska může udělat cokoli. Poté, co si řeknou, že se navzájem milují, tak usínají v Alliině posteli. Následující ráno je zdravotní sestra nachází oba dva mrtvé. Oba dva zemřeli tomu druhému v náručí.

## Hrají
| Ryan Gosling (dabing Filip Jančík)        | Noah Calhoun              |
| Rachel McAdams (dabing Andrea Elsnerová)  | Allison „Allie" Hamilton  |
| James Garner (dabing Vladimír Brabec)     | starý Noah Calhoun/„Duke“ |
| Gena Rowlands (dabing Růžena Merunková)   | stará Allie Calhoun       |
| Joan Allen (dabing Alena Procházková)     | Anne Hamilton             |
| James Marsden (dabing Michal Jagelka)     | Lon Hammond               |
| Sam Shepard (dabing Michal Pavlata)       | Frank Calhoun             |
| David Thornton (dabing Jiří Plachý)       | John Hamilton             |
| Kevin Connolly (dabing Michal Michálek)   | Fin                       |
| Heather Wahlquist (dabing Petra Hobzová)  | Sara Tuffington           |
| Starletta DuPois (dabing Jana Postlerová) | zdravotní sestra Esther   |

## Ocenění a nominace
| Rok  | Cena                       | Kategorie                                                      | Nominován(i)                      | Výsledek  |
| ---- | -------------------------- | -------------------------------------------------------------- | --------------------------------- | --------- |
| 2004 | Golden Trailer Awards      | Nejlepší romantický film                                       |                                   | nominace  |
| 2004 | Teen Choice Awards         | Film léta                                                      |                                   | nominace  |
| 2004 | Teen Choice Awards         | Průlomová filmová hvězda                                       | Rachel McAdams                    | nominace  |
| 2005 | Artios Awards              | Nejlepší úspěch v castingu do celovečerního dramatického filmu | Matthew Barry a Nancy Green-Keyes | nominace  |
| 2005 | Golden Satellite Awards    | Nejlepší herečka ve vedlejší roli v celovečerním filmu         | Gena Rowlands                     | vítězství |
| 2005 | MTV Movie Awards           | Nejlepší ženský výkon                                          | Rachel McAdams                    | nominace  |
| 2005 | MTV Movie Awards           | Nejlepší polibek                                               | Rachel McAdams a Ryan Gosling     | vítězství |
| 2005 | Screen Actors Guild Awards | Výjimečný výkon herce ve vedlejší roli                         | James Garner                      | nominace  |
| 2005 | Teen Choice Awards         | Nejlepší dramatický film                                       |                                   | vítězství |
| 2005 | Teen Choice Awards         | Nejlepší film vhodný na rande                                  |                                   | vítězství |
| 2005 | Teen Choice Awards         | Nejlepší herec v dramatu                                       | Ryan Gosling                      | vítězství |
| 2005 | Teen Choice Awards         | Nejlepší herečka v dramatu                                     | Rachel McAdams                    | vítězství |
| 2005 | Teen Choice Awards         | Nejlepší mužský průlomový výkon                                | Ryan Gosling                      | vítězství |
| 2005 | Teen Choice Awards         | Nejlepší filmová chemie mezi herci                             | Rachel McAdams a Ryan Gosling     | vítězství |
| 2005 | Teen Choice Awards         | Nejlepší filmový polibek                                       | Rachel McAdams a Ryan Gosling     | vítězství |
| 2005 | Teen Choice Awards         | Nejlepší romantická scéna                                      | Rachel McAdams a Ryan Gosling     | vítězství |